# ARINC
Aeronautical Radio, Incorporated (ARINC) était une société américaine qui œuvrait dans le secteur de l'aviation commerciale. ARINC est connue pour définir les principaux standards de communications à l'intérieur des aéronefs et entre les aéronefs et le sol.
Précédemment détenue par les principales compagnies aériennes et divers constructeurs aéronautiques américains, cette société avait 2 activités : 
- Fournisseur de solution de communication

- Editeur de normes dans le domaine de l'avionique.

Depuis le 23 décembre 2013,  Rockwell Collins a repris l'activité "communication". Important fournisseur de solutions de communication pour cinq industries (aviation, aéroports, défense, gouvernement et transport) depuis 1929, ARINC a installé des réseaux informatiques dans les voitures de police, les chemins de fer et les avions commerciaux. Son siège social est à Annapolis, dans le Maryland et elle possède deux bureaux locaux, l'un à Londres (établi depuis 1999) pour gérer l'Europe et l'Afrique, l'autre à Singapour (établi en 2003) pour l'Asie et le Pacifique.
La division Industry (et standards) a été achetée par SAE International le 13 janvier 2014. Cette division s'appelle maintenant l'ARINC IA (pour ARINC Industry Activities). Son siège social est à Bowie, dans le Maryland.

## Rôle de fournisseur de normes
La société publie les standards définis par l'AEEC (Airlines Electronic Engineering Committee) portant sur les bus et réseaux internes aux aéronefs et des protocoles utilisés dans l'aéronautique. La norme la plus connue est le protocole ARINC 429, notamment utilisé sur les avions d'Airbus et de Boeing.
- La série 400 fournit les éléments de conception pour les équipements définis par les standards ARINC 500 et 700, notamment les recommandations pour l'installation, le câblage, les bus de données et les bases de données ;

- La série 500 définit les équipements d'avionique analogique (utilisés sur les B-727, DC-9 et DC-10 et les premières versions des B-737, B-747 et A300) ;

- La Série 600 identifie les techniques de base pour les équipements spécifiés par les recommandations de la série 700 sur l'avionique numérique dont les liaisons de données ;

- La Série 700 définit les équipements et systèmes numériques installés sur les avions en production actuellement, dont les interfaces mécaniques, électriques et logiques des unités interchangeables (line replaceable units - LRUs) ;

- La Série 800 identifie les techniques de base recommandées pour les réseaux de bord des avions : fibre optique, réseaux locaux rapides ;

- La Série 900 définit les systèmes d'avionique modulaire, leurs fonctions et interfaces.

## Principaux standards

### Série 400
La série 400 contient des normes relatives à l'installation, au câblage, aux bus de données et aux bases de données.
- ARINC 404 est un ancien standard pour la définition du format mécanique et des connecteurs des boitiers avionique, pour l'aviation commerciale. (Il définit en particulier le format des boites noires.
- ARINC 424 est un format de fichier standard pour les données de navigation aérienne.

- ARINC 429 est le standard le plus courant dans tous les avions actuels d'Airbus et Boeing. Il fournit la description des fonctions et des interfaces du support physique et électrique du système de transmission de données numériques. Ce protocole fonctionne à des fréquences allant de 12,5  à   14,5 kHz, ou de 100 kHz, et avec des données 32 bits. ARINC 429, comme le standard ARINC 561, est basé sur le format de données ARINC 575.

### Série 500
La série 500 contient des normes relatives aux technologies analogiques souvent devenues obsolètes.

### Série 600
La série 600 contient des normes relatives à la conception et à la communication pour les équipements d'avionique modernes.
- ARINC 600 est un standard pour la définition du format physique et des connecteurs des boitiers de soute avionique, pour l'aviation commerciale.
- ARINC 601 est un standard qui définit le format physique et le connecteur des boitiers de cockpit, pour l'aviation commerciale.
- ARINC 604 est un standard pour la conception et l'implémentation des équipements de test intégrés (BITE, Built-In Test Equipment). La description du système centralisé d'affichage des pannes (CFDS, Centralized Fault Display System) est incluse dans ce standard[5].
- ARINC 615A est un standard pour la définition du protocole de dataloading des calculateurs embarqués sur aéronef. Il prend en compte le téléchargement des programmes et base de données informatique (dit "Upload"), mais aussi la récupération des données de vol ou de maintenance (dit "Download") et aussi la récupération de la configuration du calculateur cible (dit "Information mode"). Il utilise une liaison Ethernet (Arinc 664 P7 ou standard) pour la communication entre le dataloader embarqué (dit ADL, pour "Air-born Data Loader") ou portable (dit PDL, pour "Portable Data Loader") et l'équipement cible embarqué.

- ARINC 624 est le standard pour le système de maintenance embarqué. Il utilise un bus ARINC 429 pour les transmissions de données entre les équipements embarqués.

- ARINC 653 est un standard d'OS Temps Réel, incluant le partitionnement temporel et spatial de ressources informatiques. Cet OS premet les implémentation d'application critique. Ce standard définit également des interfaces de programmation qui permettent d'assurer l'indépendance de l'application vis-à-vis du logiciel et du matériel sous-jacent.

- ARINC 661 est un standard qui spécifie l'interface entre le système de visualisation d'un cockpit et les autres équipements.
- ARINC 665 définit le format des logiciels embarqués sur les calculateurs sur aéronef.

### Série 700
La série 700 décrit le matériel et les fonctions des équipements d'avionique moderne installés principalement dans les avions de transport.

### Série 800
La série 800 décrit des bus de données à haute vitesse basés sur l'utilisation de la fibre optique.
- ARINC 818 est un standard de communication pour la transmission haut débit et faible latence de vidéo numérique non compressée[6].

## Principaux actionnaires (2006-2014)
Air Canada, Air France-KLM, American Airlines, Boeing, British Airways, Mexicana, Continental Airlines, Delta Air Lines, Federal Express, Ford, General Motors, Goodyear, Lufthansa, Northwest Airlines, Raytheon, SAS, Swiss, United Airlines, US Airways ainsi que d'autres compagnies et sociétés moins connues en Europe.

## Actionnaire actuel (2014 à ce jour)
Rockwell Collins a racheté ARINC le 7 janvier 2014 mais a revendu le 13 janvier 2014 la division industrielle à SAE International.